# Rhomberg Gruppe
Die Rhomberg Gruppe ist ein international agierendes Bauunternehmen in Familienbesitz. Die Unternehmensgruppe ist spezialisiert auf die Bereiche Bau, Ressourcen sowie Bahntechnik. Der Name Rhomberg geht auf den Gründer Cornelius Rhomberg zurück, der den Grundstein für die Unternehmensgruppe bereits 1886 legte. Geschäftsführer sind heute Hubert Rhomberg und Ernst Thurnher.
Der Stammsitz der Rhomberg Gruppe befindet sich seit Gründung in Bregenz, Österreich.

## Geschichte
Die Bregenzer Familie Rhomberg stammt ursprünglich aus Dornbirn. 1886 wurde das Bauunternehmen von Otto Rhomberg (1857–1911) gegründet. 1892 stieg dessen Bruder, Baumeister Cornelius Rhomberg (1866–1912), ein. In den ersten Jahren wurden überwiegend Wohn- und Geschäftsbauten in der Bregenzer Innenstadt umgesetzt. Erst ab 1900 gelangten Großprojekte (Ausbau des Bregenzer Hafens, Bezirkshauptmannschaft Bregenz, Herz-Jesu-Kirche) zur Ausführung. Nach dem 1911 und 1912 innerhalb eines Jahres beide Brüder sehr jung verstarben wurde das Baugeschäft stillgelegt – das beträchtliche Vermögen ging in den folgenden Jahren als Zwangs-Kriegsanleihe verloren.
Im Alter von 27 Jahren gründete Cornelius’ Sohn Walter Rhomberg (1911–1992) im Oktober 1938 das heute noch bestehende Unternehmen unter dem Namen „Walter Rhomberg, Baumeister“ neu. Schon nach kurzer Zeit ergaben sich größere Projekte (Umbau des ehemaligen Strandhotels in Lochau zur Zollschule, Energiebauten der Vorarlberger Illwerke etc.). Während des Zweiten Weltkrieges errichtete der Betrieb „Walter Rhomberg Baumeister“ außerdem Luftschutzanlagen für die Zivilbevölkerung sowie Stollen für Industriebetriebe. In der Gemeinde Damüls im Bezirk Bregenz unterhielt die Baufirma Rhomberg ein Zwangsarbeitslager.
In der Nachkriegszeit profitierte das Unternehmen vom Wiederaufbau und dem darauf folgenden Wirtschaftsboom der 1950er- bis 70er-Jahre (Industriebauten von Benger und Elektra Bregenz, Bau des Kornmarkttheaters, des Festspielhauses und des Kunsthauses in Bregenz, des Seehallenbades, der Nationalbank, der Pipeline am Ufer des Bodensees). Bereits in den 1960er-Jahren erfolgte der Einstieg in den Gleis- und Straßenbau (Rheintalautobahn, ab 1970 Neubau Güterbahnhof Wolfurt).
1972 wurde Walter-Heinz Rhomberg einzelzeichnungsberechtigter Geschäftsführer der Firma „Walter Rhomberg Baumeister“. Er erweiterte das Unternehmen in den Jahren bis 1999 stark (Gründung Goldbeck-Rhomberg GmbH, Beteiligung und später vollständiger Erwerb Bahnbau Wels GmbH, Gründung Express Beton GmbH & Co KG, Gründung MIGU Asphaltbau GmbH, Niederlassung in der Schweiz, Einstieg ins Bauträgergeschäft).
Sein Sohn Hubert Rhomberg stieg 1999 in das Familienunternehmen ein und übernahm ab 2002 die Geschäftsleitung, die er bis heute innehat. Unter seiner Führung wurde besonders der Sektor Bahntechnik – auch international – ausgebaut (Umsetzung der festen Fahrbahn bei den Strecken Wolfgrubentunnel, Arlbergtunnel, ICE-Strecke Köln-Rhein-Main, Bahntechnik Lötschbergtunnel, Neubaustrecke Mattstetten-Rothrist). 2012 schloss sich die Rhomberg Rail Holding mit dem Schweizer Unternehmen Sersa (eine Abkürzung für „Soudage électrique des rails S.A.“) zu einem 50:50-Joint Venture zusammen.
Im Sektor Bau wurden Innovationen im Bereich der Energieeffizienz und Ressourcenschonung entwickelt und umgesetzt (z. B. CO2-neutrales Hybrid-Holzhochhaus).
Die Rhomberg Gruppe beschäftigt mit Tochterfirmen insgesamt rund 4000 Mitarbeitende und ist in verschiedenen Geschäftsfeldern sowie an mehreren Standorten tätig.

## Geschäftsfelder

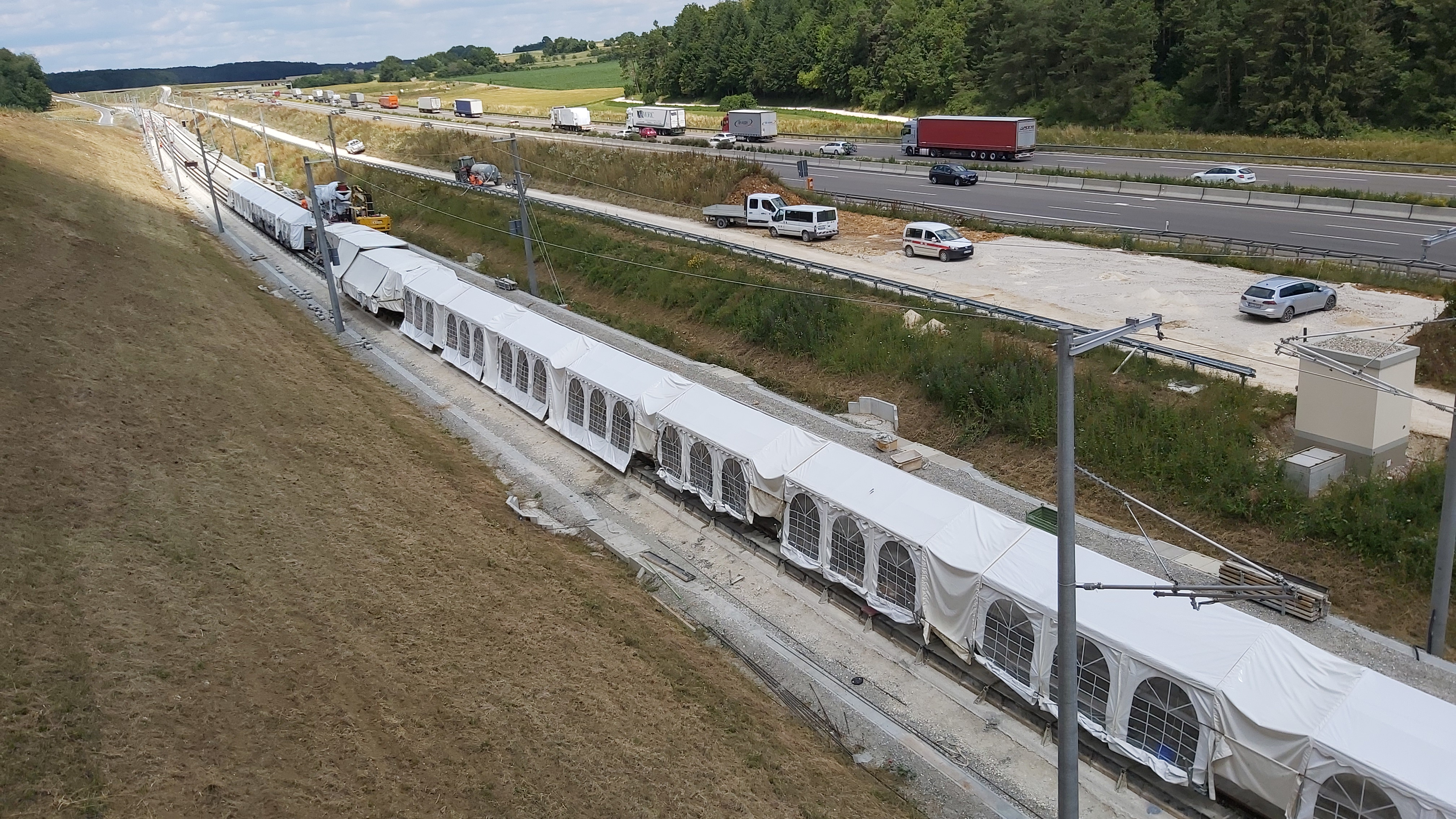
Einbau der Festen Fahrbahn auf der Neubaustrecke Wendlingen–Ulm durch Rhomberg (Juli 2020)

Die Geschäftsfelder der Rhomberg Gruppe umfassen Bau und Ressourcen sowie Bahntechnik.
Im Bereich „Bau und Ressourcen“ umfasst das Leistungsspektrum Facility Management, Projektentwicklung, Wohnbau, Total- und Generalunternehmer, Systembau, Bauservice, Hoch- und Tiefbau, Parkmanagement, Immobilien & Recycling, Rohstoffe, Baustoffaufbereitung, Asphalt, Beton, Energieerzeugung und Energiecontracting.
Im Bahnbau umfasst das Leistungsspektrum die Feste Fahrbahn, Gleisbau und -erneuerung, Gleisinstandhaltung, Sanierung von Eisenbahntunneln, elektrotechnische und elektromechanische Ausrüstung, Bahnstromversorgung, Kommunikationstechnik, Sicherheits- und Zutrittssysteme, System- und Messtechnik sowie Design, Beratung, Planung und Logistikdienstleistungen.
Mit IVES bietet Rhomberg auch ein eigenes Feste-Fahrbahn-System an.

## Standorte
Österreich
- Rhomberg Bau GmbH (Bregenz, Wien)
- Rhomberg Sersa Rail Group (Bregenz, Wels, Wiener Neudorf)
- Rhomberg Steinbruch Gesellschaft m.b.H. & Co OG (Bregenz)
- Rhomberg Recycling GmbH (Bregenz)
- vplus GmbH (Dornbirn)
- Sohm HolzBautechnik GmbH (Alberschwende)
- SolarImpuls erneuerbare Energien GmbH (Feldkirch)

Schweiz
- Rhomberg Bau AG (St. Gallen, Bern/Worblaufen, Niederlenz, Chur)
- Rhomberg Sersa Rail Group (Zürich, Burgdorf, Cazis, Lumino, Brig, Rümlang, Tolochenaz, Villmergen, Effretikon, Hinwil, Weinfelden, Chur)

Deutschland
- Rhomberg Sersa Rail Group (Essen, Berlin, Halle/Saale, Dresden, Spremberg, Mühlacker, Rostock, Kahla, Beuna, Föhren/Trier)
- Rhomberg Bau GmbH (Lindau)
- Gamper Holzbau - Bauprojekt GmbH (Bellenberg)

UK
- Rhomberg Sersa Rail Group (London, York)

Irland
- Rhomberg Sersa Rail Group (Kildare)

Australien
- Rhomberg Serssa Rail Group (Sydney)

Kanada
- Rhomberg Sersa Rail Group (Mallorytown)

Dänemark
- Rhomberg Sersa Rail Group (Kopenhagen)

## Auszeichnungen
- 2020: Auszeichnung "Vorarlbergs erfolgreichstes Familienunternehmen" in der Kategorie über 300 Mitarbeiter[11]
- 2020/21: Auszeichnung "familienfreundlicher Betrieb" des Landes Vorarlberg[12]
- 2018/19: Auszeichnung "familienfreundlicher Betrieb" des Landes Vorarlberg[13]

- 2015: TRIGOS-Award für ganzheitliches CSR-Engagement[14]

- 2014/2015: Auszeichnung "familienfreundlicher Betrieb" des Landes Vorarlberg[15]

- 2010/2011: Zukunftspreis der Landeshauptstadt Bregenz[16]

- 2008/2009: Zukunftspreis der Landeshauptstadt Bregenz[17]

- 2007: Vorarlberger Holzbaupreis, Kategorie Mischbauweisen.[18]

- 2007: Auszeichnung "familienfreundlicher Betrieb" des Landes Vorarlberg[19]

- 2007: Zukunftspreis der Landeshauptstadt Bregenz[20]

- 2006: Mobilitätspreis des VCÖ Verkehrsclub Österreich (1. Platz)[21]

## Sonstiges
Im Januar 2015 begründete die Rhomberg Gruppe zusammen mit neun anderen Vorarlberger Unternehmen das „Klimaneutralitätsbündnis 2025“ mit dem Ziel, ihre gesamten Aktivitäten bis zum Jahr 2025 zu 100 Prozent klimaneutral zu gestalten.